# Combattente di Tirlemont
Il Combattente di Tirlemont (Combattant de Tirlemont) è una delle tre razze belghe di pollo da combattimento (le altre sono il Combattente di Bruges e quello di Liegi).
La zona di origine (fine Ottocento) è il triangolo costituito dalle province del Brabante, Limburg e Liegi, in particolare dalla regione intorno a Tienen (Tirlemont).
La gallina è un'ottima ovaiola e una buona produttrice di carne molto delicata.
Tendenza all'aggressività che scompare una volta che si sono formati i gruppi.
Razza quasi estinta; ci sono soltanto pochi selezionatori nelle Fiandre occidentali.

## Caratteristiche
Simile nell'aspetto al Combattente di Liegi dal quale differisce per l'assenza di pigmentazione scura. Pelle bianca, tarsi bianchi rosati.
Testa più fine rispetto al Combattente di Liegi. Faccia e cresta rosso vivo con occhi arancio. Pettine piccolo e triplo.
Razza di mole imponente.

### Peso medio
- Galli kg 5,5
- Galline kg 4,0[1]